# Scopula latifera
Scopula latifera là một loài bướm đêm trong họ Geometridae.